# خورشیدگرفتگی ۸ ژوئیه ۱۸۴۲
خورشیدگرفتگی ۸ ژوئیه ۱۸۴۲ (به انگلیسی: Solar eclipse of 8 July 1842) یک خورشیدگرفتگی از نوع خورشیدگرفتگی کامل بود. این خورشیدگرفتگی در تاریخ ۸ ژوئیه ۱۸۴۲ روی داد که زمان اوج آن، ساعت ۷:۰۶:۲۷ به‌وقت ساعت هماهنگ جهانی بوده‌است. مدت‌زمان و طول این خورشیدگرفتگی ۰۴ دقیقه و ۰۵ ثانیه بود.